# Odo Shakiso
Odo Shakiso est un woreda de la zone Guji de la région Oromia, en Éthiopie. Il a 206 372 habitants en 2007, avant le détachement de sa partie sud qui forme par la suite le woreda Saba Boru. Son chef-lieu est Shakiso.

## Géographie
Situé dans la zone Guji de la région Oromia, le woreda Odo Shakiso est limitrophe de la zone Borena jusqu'à la création de la zone Ouest Guji.
| Uraga                 | Ana Sora    |        |
| Hambela Wamena Kercha | Odo Shakiso | Adola  |
| Malka Soda            | Saba Boru   | Wadera |

Le woreda est connu pour ses gisements miniers, notamment la mine d'or de Lega Dembi (en) à proximité de Shakiso.
La rivière Dawa coule à la limite sud-ouest du woreda[à vérifier].

## Démographie
D'après le recensement national réalisé par l'Agence centrale de la statistique d'Éthiopie en 2007 sur l'ancien périmètre du woreda Odo Shakiso — périmètre qui englobe le futur woreda Saba Boru avec notamment les agglomérations Hiyadima, Kenticha et Dawa —, le woreda compte 206 372 habitants et 16 % de la population est urbaine.
La majorité (57 %) des habitants y sont protestants, 14 % sont orthodoxes, 11 % sont musulmans, également 11 % sont de religions traditionnelles africaines et 2 % sont catholiques.
La population urbaine comprend les 22 930 habitants de Shakiso ainsi que 3 445 résidents à Megado, 2 321 à Hiyadima, 1 943 à Kenticha, 1 740 à Reji et 1 264 à Dawa.
Avec une superficie de 4 145 km2 [réf. souhaitée], la densité de population est de l'ordre de 50 personnes par km2 en 2007 sur l'ancien périmètre du woreda Odo Shakiso.